# لمصابيح
لمصابيح هي إجماعة قروية في دائرة عبدة التابعة لإقليم آسفي في المملكة المغربية. يتبع لمصابيح مشيختين و36 دوار، وبلغ عدد سكانها 11393 فرداً سنة 2004 حسب الإحصاء الرسمي للسكان والسكنى.

## التقسيمات الإداريّة
تعتبر لمصابيح إحدى الجماعات القروية المشكّلة لدائرة عبدة، وهو التقسيم الإداري من المستوى الخامس المعتمد في المغرب. تنقسم دائرة عبدة إلى 8 جماعات قروية تختلف من حيث السكان والمساحة، والتي بدورها تنقسم إلى مشيخات تضم عدداً من الدواوير.